# Het Zonnetje in Huis
Het Zonnetje in Huis was een Nederlandse komedieserie rond de familie Bovenkerk. De eerste twee seizoenen werden tussen 1993 en 1995 uitgezonden door de VARA. In 1995 werd de comedy overgenomen door RTL 4. De serie werd uitgezonden tot en met 2003.

## Verhaal
Het verhaal begint bij de begrafenis van Agneta Bovenkerk, de echtgenote van weduwnaar Piet Bovenkerk.
Na afloop komen diens zoon Erik en schoondochter Catharina "Cath" thuis en krijgen ze onverwachts bezoek van de oude Bovenkerk. Hij wil bij hen in huis komen wonen nu zijn vrouw dood is. Beiden zijn daar niet blij mee, vooral Cath niet. Piet is namelijk een grote zeur die haar alleen maar tot last is. Al vanaf dag één probeert ze hem uit huis te krijgen. Natuurlijk lukt dat nooit. Daarnaast zorgt de oude Piet Bovenkerk voor een hoop ellende, narigheid die voor de kijkers thuis om te lachen is.
De serie speelt zich af in de binnenstad van Amsterdam. De twee meest gebruikte locaties zijn het huis van de familie Bovenkerk in Amsterdam-Zuid, en café “Vijfbier”, waar Piet overdag graag verblijft.

## Geschiedenis
Het Zonnetje in Huis is een remake van een Britse sitcom getiteld Tom, Dick and Harriet, die was bedacht door het duo Mortimer en Cooke. Deze serie draaide om een getrouwd stel dat na de dood van Dicks moeder zijn vader Tom in huis neemt. Tom heeft in de afgelopen dertig jaar nooit iets mogen doen van zijn vrouw, en wil nu eindelijk het leven gaan leiden dat hij nooit heeft kunnen leiden. De serie was geen groot succes, en liep maar twee seizoenen van elk zes afleveringen. Wel kreeg de serie een Amerikaanse remake getiteld Foot In The Door.
De eerste twee seizoenen (1993/1995) vielen slecht in de smaak. Vooral in het begin had de serie de reputatie van een kleinburgerlijk echtpaar met een levenslustige vader en verder weinig levendige bijrollen. Ook de zware stadse verwaandheid en hun minachting over het platteland (alles buiten het Amsterdamse binnenstad), wekte bij veel kijkers grote irritatie.
In de Nederlandse versie kreeg Johnny Kraaijkamp sr. de rol van de weduwnaar. Hij bracht een hoop van zichzelf naar de rol, wat tot hilarische situaties leidde. Wel werd hierdoor de originele rol van Tom wat veranderd. Kraaijkamp was vooral humoristisch als hij klaagde over dingen, waardoor zijn personage werd veranderd in een knorrige oude man die met niets tevreden is.
In Nederland sloeg de serie wel aan. Brian Cooke, medebedenker van Tom, Dick and Harriet, schreef ook een tijdje mee aan de serie.
De serie liep in totaal negen seizoenen, waarvan het laatste maar uit tien afleveringen bestond vanwege de ouderdom van enkele acteurs en het feit dat Johnny Kraaijkamp ook theaterwerk deed rond deze tijd. De allereerste aflevering werd op 31 december 1993 uitgezonden. De laatste aflevering werd uitgezonden op donderdag 6 november 2003.
In 2000 was de serie na 7 seizoenen tot een eind gekomen. De laatste serie besloeg slechts 8 afleveringen, waarvan de laatste drie het slot vormden. Piet vertrok met zijn nieuwe liefde Gabriella (Adèle Bloemendaal) naar Spanje. Na een afwezigheid van een seizoen kwam de serie in 2001 toch terug: Piet bleek in de lift vastgezeten te hebben met Gabriella en kwam 3 uur later alweer terug bij Erik en Cath. Er zijn daarna nog twee seizoenen uitgezonden.
Op vrijdag 13 november 2009 waren Martine Bijl & John Kraaijkamp jr. te zien in het programma Typisch RTL waar ze herinneringen ophaalden aan de serie. Bedankt lieve ouwe (seizoen 6) is een van de dierbaarste afleveringen van Kraaijkamp jr. De realiteit tussen vader en zoon komt in deze aflevering erg dichtbij; Erik bespreekt met zijn vader wat hij moet zeggen op de begrafenis als hij ooit komt te overlijden. De aflevering is gebaseerd op een anekdote tussen hun twee.
Seizoen 1 t/m 9 zijn inmiddels op dvd verschenen. Hiermee zijn alle seizoenen op dvd uitgekomen. Goede wijn behoeft geen krans, aflevering 13 uit seizoen 1, ontbrak op de eerdere editie, maar staat wel op de recentere uitgave. Op 4 mei 2011 is er een boxset verschenen met alle seizoenen.

## Rolverdeling

### Seizoensoverzicht
| Acteur                                                     | Personage           | Seizoen  | Seizoen  | Seizoen  | Seizoen  | Seizoen  | Seizoen  | Seizoen  | Seizoen  | Seizoen  |
| Acteur                                                     | Personage           | 1        | 2        | 3        | 4        | 5        | 6        | 7        | 8        | 9        |
| Acteur                                                     | Personage           | 1993     | 1995     | 1995     | 1996     | 1997     | 1999     | 2000     | 2002     | 2003     |
| ---------------------------------------------------------- | ------------------- | -------- | -------- | -------- | -------- | -------- | -------- | -------- | -------- | -------- |
| John Kraaijkamp sr.                                        | Piet Bovenkerk      | HOOFDROL | HOOFDROL | HOOFDROL | HOOFDROL | HOOFDROL | HOOFDROL | HOOFDROL | HOOFDROL | HOOFDROL |
| Martine Bijl                                               | Catharina Bovenkerk | HOOFDROL | HOOFDROL | HOOFDROL | HOOFDROL | HOOFDROL | HOOFDROL | HOOFDROL | HOOFDROL | HOOFDROL |
| Johnny Kraaijkamp jr.                                      | Erik Bovenkerk      | HOOFDROL | HOOFDROL | HOOFDROL | HOOFDROL | HOOFDROL | HOOFDROL | HOOFDROL | HOOFDROL | HOOFDROL |
| Pieter Lutz                                                | Fred van Zomeren    | GAST     | GAST     | GAST     | GAST     | GAST     | GAST     | GAST     | GAST     | GAST     |
| Ab Abspoel (1) Sacco van der Made (2)                      | Bert Jansen         | 1        | 2        | 2        | 2        |          |          |          |          |          |
| Marjan Luif (1) Coby Timp (2)                              | Mevrouw de Vries    | 1        | 2        | 2        | 2        | 2        | 2        | 2        | 2        | 2        |
| Ann Hasekamp (1) Elsje Scherjon (2) Elisabeth Versluys (3) | Moeder Catharina    | 1        | 2        | 3        | 2        |          |          |          |          |          |
| Fred Velle                                                 | Barman Kees         |          | GAST     | GAST     | GAST     |          |          |          |          |          |
| Dana Dool                                                  | Barvrouw Connie     |          |          |          | GAST     | GAST     | GAST     | GAST     | GAST     |          |
| Ella Snoep                                                 | Hella               |          |          |          |          | GAST     | GAST     |          |          |          |
| Huib Broos                                                 | Taxichauffeur Dré   |          |          |          |          |          |          | GAST     |          |          |
| Adèle Bloemendaal                                          | Gabriëlla           |          |          |          |          |          |          | GAST     |          |          |
| Hero Muller                                                | Walter Kralenstein  |          |          |          |          |          |          |          | GAST     | GAST     |
| Marjolijn Touw                                             | Barvrouw Hannie     |          |          |          |          |          |          |          |          | GAST     |

### Hoofdrollen
| Personage                                 | Acteur/actrice        | Beschrijving |
| ----------------------------------------- | --------------------- | --- |
| Piet Bovenkerk                            | John Kraaijkamp sr.   | Een ondeugende, oude man. Is na het overlijden van zijn vrouw Agneta vanuit Harderwijk naar Amsterdam gegaan en bij Cath en Erik ingetrokken. Heeft over alles iets te klagen. Werkt op zijn eigen manier anderen tegen of probeert ergens een voordeel uit te halen. Ligt regelmatig in conflict met Cath en de café-eigenaar. |
| Catharina "Cath" Bovenkerk-van Ravenstein | Martine Bijl          | De schoondochter van Piet. Droomt van een leven met Erik, zonder schoonvader in huis. Smeekt hier regelmatig over bij Erik. Is journaliste en schrijft artikelen voor bladen. Later gaat ze bij Erik in de zaak werken. |
| Erik Bovenkerk                            | Johnny Kraaijkamp jr. | De man van Cath en zoon van Piet, die altijd tussen de conflicten in staat. Werkt in de reclamebusiness. |

### Bijrollen
| Personage                             | Acteur/actrice                                                            | Periode                | Beschrijving |
| ------------------------------------- | ------------------------------------------------------------------------- | ---------------------- | --- |
| Fred van Zomeren                      | Pieter Lutz                                                               | Seizoen 1-9, 1994-2003 | Voormalig bibliothecaris uit Rotterdam, die graag met Piet in het café zit. Fred is verder gierig, wenst nooit een rondje te betalen. Hij is een Feyenoordsupporter, tot onvrede van Piet.                                                   |
| Bert Jansen                           | Ab Abspoel (Seizoen 1, 1994) Sacco van der Made (Seizoen 2-4, 1995-1997)  | Seizoen 1-4, 1994-1997 | Bert is een soort zwerver die iedere dag het grofvuil controleert op zogenaamde bruikbare spullen. Komt regelmatig met rotzooi onder het motto: Wat sommige mensen niet weggooien. Hij komt net als Fred uit Rotterdam.                      |
| Hella                                 | Ella Snoep                                                                | Seizoen 5-6, 1997-1999 | Hella is de moeder van barvrouw Connie. Hella heeft in haar leven al heel wat afgereisd en vertelt hier graag over, tot onvrede van Piet, die haar naam ook heel vies uitspreekt. Hella verlaat de serie om weer te gaan reizen.             |
| Taxichauffeur Dré (André)             | Huib Broos                                                                | Seizoen 7, 2000        | Taxichauffeur die 's nachts rijdt. André komt altijd met advies. |
| Walter Kralenstein                    | Hero Muller                                                               | Seizoen 8-9, 2001-2003 | Voormalig veilingmeester, die van alles lichamelijk mankeert en regelmatig naar het ziekenhuis moet. Ook moet hij altijd zijn pillen innemen.                                                                                                |
| Barman Toon                           | Dick Rienstra                                                             | Seizoen 1, 1994        | Barman in het eerste seizoen. |
| Barman Kees                           | Fred Velle                                                                | Seizoen 2-4, 1995-1997 | Barman die niet snel iets weggeeft. Kees vraagt zelfs geld voor de pinda's. Kees verlaat de serie om met zijn zoon naar Australië te vertrekken.                                                                                             |
| Barvrouw Connie                       | Dana Dool                                                                 | Seizoen 4-8, 1997-2002 | Connie is de ex-vrouw van Kees. Ze vervangt Kees als hij in Australië zit. Connie praat met een plat Rotterdams accent. Ze verhuist naar Rotterdam nadat ze met klusjesman Sjon getrouwd is.                                                 |
| Barvrouw Hannie                       | Marjolijn Touw                                                            | Seizoen 9, 2003        | De zus van Connie. Hannie neemt het café over van Connie nadat Connie is vertrokken. Hannie kaffert doorgaans iedereen uit en is grofgebekt.                                                                                                 |
| Mevrouw De Vries                      | Marjan Luif (1994) Coby Timp (1995-2003)                                  | 1994-2003              | Wereldvreemde bovenbuurvrouw van Piet, Cath en Erik, die in het begin een oogje op Piet heeft. Een normaal gesprek is door het onbegrip niet met haar te voeren.                                                                             |
| Mathilde Dijkman (De moeder van Cath) | Ann Hasekamp (1994) Elsje Scherjon (1995, 1997) Elisabeth Versluys (1995) | 1994-1997              | De moeder van Cath, die altijd het duurste en beste voor haar dochter wil. Zo probeert ze Cath, ondanks haar huwelijk met Erik, nog steeds aan andere mannen te koppelen. Ze woont in Buitenveldert. In het laatste seizoen is ze overleden. |
| JP                                    | Edmond Classen                                                            | 1994-1995              | De baas van Erik, die onevenredig veel verantwoordelijkheid bij Erik legt. |

- Verder worden er gastrollen gespeeld door onder anderen Gaston van Erven, Inge Ipenburg, Filip Bolluyt, Jules Croiset, Marloes van den Heuvel, Tanneke Hartzuiker, Hugo Haenen, Annick Boer, Simone Rooskens, Adèle Bloemendaal, Adriënne Kleiweg en Pim Vosmaer.
- Zie ook: Lijst van acteurs en actrices in Het Zonnetje in Huis

## Afleveringen

### Seizoen 1
| Aflevering | Titel                         | Uitzenddatum     | Bijzonderheden | Scenario                                                | Toelichting |
| ---------- | ----------------------------- | ---------------- | --- | ------------------------------------------------------- | --- |
| 1          | Het begin                     | 31 december 1993 | Met Gaston van Erven als dominee | Johnnie Mortimer en Brian Cooke, vertaling Martine Bijl | Piet begraaft zijn vrouw Agneta met wie hij veertig jaar onder de plak heeft gezeten en hoopt nu eindelijk te kunnen genieten van het leven. Hij verlaat Harderwijk en trekt bij zijn zoon Erik en zijn schoondochter Catharina in Amsterdam in. |
| 2          | Het testament                 | 7 januari 1994   | Met Kees van Lier als meneer Fachmüller en Kees Coolen als notaris Witjes | Johnnie Mortimer en Brian Cooke, vertaling Martine Bijl | Piet hoopt een hoop geld te erven van zijn vrouw Agneta, maar helaas heeft ze alles weggeschonken aan het Dolfinarium. Nu moet Piet werk zoeken en Cath stelt voor bij Erik te komen werken.                                                     |
| 3          | De verrassing                 | 14 januari 1994  | Met Marjan Luif als mevrouw De Vries en Adriënne Kleiweg als redactrice Pijkel (collega Catharina) | Johnnie Mortimer en Brian Cooke, vertaling Martine Bijl | Cath wil Erik dwingen zijn vader uit huis te zetten door te weigeren seks met hem te hebben. Piet gaat nasi koken voor Cath en Erik. |
| 4          | Reisje naar Parijs            | 21 januari 1994  | Met Leontine Ruiters als stewardess | Johnnie Mortimer en Brian Cooke, vertaling Martine Bijl | Cath en Erik gaan een weekje naar Parijs, maar moeten helaas Piet meenemen. |
| 5          | Het hondje                    | 28 januari 1994  | Met Dick Rienstra als barman Toon, Maeve van der Steen als barvrouw Truus, Hans Beijer als dhr. Neuteboom, Ella Snoep als vrouw in wachtkamer en eerste aflevering met Pieter Lutz als Fred en Ab Abspoel als Bert | Johnnie Mortimer en Brian Cooke, vertaling Martine Bijl | Fred, een vriend van Piet, trekt bij zijn dochter in, maar mag zijn hondje Lady niet meenemen. Piet wil zich graag over het hondje ontfermen, maar mag niet van Cath en Erik.                                                                    |
| 6          | Crisis                        | 4 februari 1994  | Eerste aflevering met Ann Hasekamp als Cath's moeder en Dirk Zeelenberg als Marcel, de Franse vriend van Marjan | Johnnie Mortimer en Brian Cooke, vertaling Martine Bijl | Piet verziekt een gezellig avondje en Cath besluit daarom om terug te gaan naar haar moeder. Later blijkt Cath in verwachting te zijn. |
| 7          | Nette heer zoekt kamer        | 11 februari 1994 | Met Ton Lensink als majoor Stokkermans | Johnnie Mortimer en Brian Cooke, vertaling Martine Bijl | Erik en Cath horen dat haar moeder een huurder zoekt voor een kamer en hopen zo van pa verlost te raken. |
| 8          | Baby blues                    | 18 februari 1994 | Renée Fokker als Susan, Adriënne Kleiweg als redactrice Pijkel en Marnie Blok als Linda van Breukele | Johnnie Mortimer en Brian Cooke, vertaling Martine Bijl | Cath lijdt aan een prenatale depressie en daar komt nog bij dat Erik een oude vlam moet overhalen mee te doen aan een promotie door met haar uit eten te gaan.                                                                                   |
| 9          | Landleven                     | 25 februari 1994 | Met Kitty Courbois als boerin | Johnnie Mortimer en Brian Cooke, vertaling Martine Bijl | Cath en Erik raken gecharmeerd van het plattelandsleven en willen een boerderij kopen van Piet's groeipolis. |
| 10         | Moederschap                   | 4 maart 1994     | Met Karla Wildschut als Annie, Lucas Dietens als Dirk, Rieneke van Nunen als receptioniste en Frits Lambrechts als man in wachtkamer | Johnnie Mortimer en Brian Cooke, vertaling Martine Bijl | Piet versiert de vrouw van een jaloerse spierbundel en Cath moet opeens bevallen. |
| 11         | Gij zult niet slapen          | 11 maart 1994    | Met Allard van der Scheer als Frits en Ad Hoeymans als dominee | Johnnie Mortimer en Brian Cooke, vertaling Martine Bijl | Piet maakt kennis met Frits op de begrafenis van een oude vriend en besluit na een ruzietje met Cath bij hem in te trekken. |
| 12         | Kopje onder                   | 18 maart 1994    | Met Jack Monkau als dokter van der Veen en laatste aflevering met Ann Hasekamp als Cath's moeder en Ab Abspoel als Bert. Bij het Britse origineel ging het tijdens de opnames van deze aflevering mis: de auto reed te ver de vijver in en de spelers kwamen niet makkelijk de auto meer uit, waardoor ze dreigden te verdrinken. | Johnnie Mortimer en Brian Cooke, vertaling Martine Bijl | Piet koopt een oude auto van Bert en vraagt Erik om hem te leren rijden. |
| 13         | Goede wijn behoeft geen krans | 25 maart 1994    | Met Joep Sertons als Willem, Liz Snoijink als cardioloog, Lou Steenbergen als Theo en Hetty Verhoogt als verpleegster | Johnnie Mortimer en Brian Cooke, vertaling Martine Bijl | Cath en Erik willen de correspondentie van Piet met beroemdheden verkopen terwijl hij in het ziekenhuis ligt. |

### Seizoen 2
| Totaal | Aflevering | Titel                    | Uitzenddatum     | Bijzonderheden | Scenario                                             | Toelichting |
| ------ | ---------- | ------------------------ | ---------------- | --- | ---------------------------------------------------- | --- |
| 14     | 1          | De belangrijke klant     | 5 januari 1995   | Met Jules Croiset als meneer Aronson en eerste aflevering met Fred Velle als barman Kees en Sacco van der Made als Bert | Brian Cooke, vertaling Martine Bijl                  | Piet houdt een karaokeavond terwijl Erik aan Cath vraagt om voor een belangrijke Joodse klant te koken.                                                        |
| 15     | 2          | Haar van boven           | 12 januari 1995  | Eerste aflevering met Coby Timp als mevrouw De Vries                                                                    | Brian Cooke, vertaling Martine Bijl                  | Erik vraagt Piet om hem te assisteren voor een fotosessie voor pruiken en Fred probeert Piet een partij diepvrieskippen aan te smeren.                         |
| 16     | 3          | Voetbal is oorlog        | 19 januari 1995  | Met Ad Hoeymans als dominee                                                                                             | Brian Cooke, vertaling Martine Bijl                  | Piet en Fred krijgen ruzie om wie er vanavond de cup gaat winnen terwijl Erik en Cath de laatste aanmaning van het GEB binnen krijgen.                         |
| 17     | 4          | Brieven onder nummer     | 26 januari 1995  | Eerste aflevering met Elsje Scherjon als Cath's moeder                                                                  | Brian Cooke, vertaling Martine Bijl                  | Cath en Erik plaatsen een contactadvertentie voor Piet in de hoop dat hij met een vrouw weg gaat.                                                              |
| 18     | 5          | Het konijn               | 2 februari 1995  | | Brian Cooke, vertaling Martine Bijl                  | Piet past op het konijn van het dochtertje van de huisbaas, maar als die ontsnapt probeert hij met Bert en Fred dit te verbergen.                              |
| 19     | 6          | Gezinstherapie           | 9 februari 1995  | Met Annick Boer als secretaresse Suzan                                                                                  | Brian Cooke, vertaling Martine Bijl                  | Cath, Erik en Piet zitten in therapie omdat de thuissituatie onhoudbaar is geworden.                                                                           |
| 20     | 7          | Het meesterwerk          | 16 februari 1995 | Met Tim Meeuws als ambtenaar Van de Burg                                                                                | Paul Minett en Brian Leveson, vertaling Martine Bijl | Erik koopt een beeld voor Cath voor een hoop geld en Piet wil daarom zelf ook beelden kleien.                                                                  |
| 21     | 8          | De haastklus             | 23 februari 1995 | | Paul Minett en Brian Leveson, vertaling Martine Bijl | Piet hoort dat Erik besluit om hem uit huis te zetten. Daarom probeert hij zich op vele manieren nuttig te maken.                                              |
| 22     | 9          | De nieuwe jongen         | 2 maart 1995     | Met Casper van Bohemen als Marco de Waal                                                                                | Paul Minett en Brian Leveson, vertaling Martine Bijl | Erik krijgt een jongere collega en voelt zich opeens oud worden.                                                                                               |
| 23     | 10         | Verliefd                 | 9 maart 1995     | Met Simone Rooskens als Tessa Jong en Jan Simon Minkema als Mephisto                                                    | Paul Minett en Brian Leveson, vertaling Martine Bijl | Cath krijgt een vriendin op bezoek die Piet niet mag en omgekeerd, maar als een hypnotiseur ze hypnotiseert, worden ze stapelverliefd op elkaar.               |
| 24     | 11         | De seance                | 16 maart 1995    | | Paul Minett en Brian Leveson, vertaling Martine Bijl | Cath en Erik besluiten Piet te pesten met een seanceavond. |
| 25     | 12         | Geld maakt niet gelukkig | 23 maart 1995    | Met Loes Vos als Leonora                                                                                                | Paul Minett en Brian Leveson, vertaling Martine Bijl | Piet krijgt van de notaris te horen dat hij drie ton geërfd heeft van zijn neef Herman uit Bloemendaal.                                                        |
| 26     | 13         | De surprise party        | 30 maart 1995    | Laatste aflevering bij de VARA                                                                                          | Paul Minett en Brian Leveson, vertaling Martine Bijl | Erik wil Cath op hun vijfjarige huwelijk verrassen met een weekendje Rimini, terwijl Piet en Bert een verjaardagsfeestje organiseren voor Fred bij Piet thuis. |

### Special
| Totaal | Aflevering | Titel        | Uitzenddatum     | Bijzonderheden | Scenario                                                | Toelichting |
| ------ | ---------- | ------------ | ---------------- | --- | ------------------------------------------------------- | --- |
| 27     | Special    | Snoepreisjes | 9 september 1995 | Eerste aflevering bij RTL 4; speciale aflevering in het teken van het Wereld Natuur Fonds. Gastrollen voor Hugo Haenen als Sjaak, Joost Buitenweg als presentator en Henny Huisman als zichzelf. | Ger Apeldoorn en Harm Edens, script-advies Martine Bijl | Erik werkt met zijn reclamebureau aan een campagne voor een nieuwe chocoladereep. Een prijsvraag van die reep wekt interesse van Piet. Cath krijgt de opdracht een bijlage te schrijven over het Wereld Natuur Fonds. |

### Seizoen 3
| Totaal | Aflevering | Titel                  | Uitzenddatum     | Bijzonderheden                                                     | Scenario                                  | Toelichting |
| ------ | ---------- | ---------------------- | ---------------- | ------------------------------------------------------------------ | ----------------------------------------- | --- |
| 28     | 1          | Winst en verlies       | 4 december 1995  | Eerste reguliere aflevering bij RTL 4 en laatste aflevering met JP | Ger Apeldoorn en Harm Edens               | Erik gelooft dat hij na een mislukte presentatie ontslagen zal worden en Piet wint een ton bij de loterij.                                                                        |
| 29     | 2          | Baas in eigen kantoor  | 11 december 1995 |                                                                    | Ger Apeldoorn en Harm Edens               | Erik begint een eigen zaak, maar Piet bemoeit zich overal mee. |
| 30     | 3          | Een moment voor jezelf | 18 december 1995 | Met Elisabeth Versluys als Cath's moeder                           | Jeffrey Beatty, vertaling André Breedland | Cath wordt zo gek van alles dat haar van haar werk afleidt dat ze zich in een tent in de woonkamer opsluit.                                                                       |
| 31     | 4          | Geef je over           | 23 december 1995 |                                                                    | Ger Apeldoorn en Harm Edens               | Piet is depressief als hij voelt dat hij oud is en het wordt erger als hij en zijn vrienden in het café worden gegijzeld.                                                         |
| 32     | 5          | Prettige jaarwisseling | 30 december 1995 | Met Metta Gramberg als Frouke en Guus van der Made als Pim         | Ger Apeldoorn en Harm Edens               | Cath en Erik houden een mislukte oudejaarsavond. |
| 33     | 6          | Bandenpech             | 8 januari 1996   | Met Frits Lambrechts als videotheekhouder Erik                     | Ger Apeldoorn en Harm Edens               | Cath wil het huis opnieuw inrichten terwijl Piet en zijn vrienden de videorecorder vernielen met een oude pornoband van Bert.                                                     |
| 34     | 7          | De kriebels            | 15 januari 1996  | Met Marian Mudder als Elvira Durand                                | Ger Apeldoorn en Harm Edens               | Cath krijgt last van een neurotische hoest en Erik wordt verleidt door een charmante femme fatale.                                                                                |
| 35     | 8          | Kaatje                 | 22 januari 1996  | Met Monique Smal als Kaatje Kuit                                   | Jean Ummels                               | Piet droomt van een oude jeugdliefde en Cath ruikt een kans om Piet kwijt te raken.                                                                                               |
| 36     | 9          | Doorgestoken kaart     | 29 januari 1996  | Met Gaston van Erven als Michel de Rat                             | Ger Apeldoorn en Harm Edens               | Fred heeft speelschulden bij een bejaarde beroepsgokker die Piet probeert terug te winnen.                                                                                        |
| 37     | 10         | Kleren maken de man    | 5 februari 1996  | Met René van Asten als Franco Berini                               | Kees Vroege                               | Cath krijgt een baan als assistente van de beroemde modeontwerper Franco Berini die Piet als nieuwste model kiest.                                                                |
| 38     | 11         | Terug naar huis        | 12 februari 1996 | Met Adriënne Kleiweg als mevrouw Van der Bremmelkamp               | Pieke Daalders                            | Cath dringt bij Erik erop aan om Piet in een bejaardentehuis op te laten nemen.                                                                                                   |
| 39     | 12         | Hoge koorts            | 19 februari 1996 |                                                                    | Ger Apeldoorn en Harm Edens               | Cath raakt over haar toeren omdat Arnoudje hoge koorts heeft, Piet houdt met zijn vrienden carnaval in het café terwijl Erik probeert een reclame te bedenken voor een wasmiddel. |
| 40     | 13         | Laatste kans           | 26 februari 1996 | Met Hans Boskamp als dhr. Welleman en Annick Boer als verpleegster | Ger Apeldoorn en Harm Edens               | Piet en Fred krijgen hoogoplopende ruzie terwijl Cath denkt dat ze van de uitgever een baan als de nieuwe hoofdredactrice krijgt.                                                 |

### Seizoen 4
| Totaal | Aflevering | Titel                   | Uitzenddatum     | Bijzonderheden                                                                                                 | Scenario                    | Toelichting |
| ------ | ---------- | ----------------------- | ---------------- | --- | --------------------------- | --- |
| 41     | 1          | Een droom van een vrouw | 2 december 1996  | | Ger Apeldoorn en Harm Edens | Cath en Erik zoeken een oppas voor Arnoudje en een werkster terwijl Piet en Bert zich ergeren aan de nieuwe vlam van Fred.                              |
| 42     | 2          | Tien jaar onderweg      | 9 december 1996  | | Ger Apeldoorn en Harm Edens | Cath en Erik zijn tien jaar getrouwd en willen dat vieren in Frankrijk terwijl Piet ze wil verrassen met een catering op zijn kosten.                   |
| 43     | 3          | Het grootste gelijk     | 16 december 1996 | | Ger Apeldoorn en Harm Edens | Piet wil Kees aanklagen nadat deze per ongeluk koffie over hem heen gegoten heeft en Cath wil in die rechtszaak tegen hem getuigen.                     |
| 44     | 4          | Bijwerkingen            | 23 december 1996 | Met Serge-Henri Valcke als dokter, Marit van Bohemen als zuster en Marloes van den Heuvel als Jozefien Derksen | Alex van Galen              | Piet en zijn vrienden doen mee aan een medicijnentest terwijl Erik een interview krijgt van een journaliste over de familieverhoudingen.                |
| 45     | 5          | Drie gouden regels      | 30 december 1996 | Met Casper van Bohemen als Olaf Nielsen en Jan Simon Minkema als Nero                                          | Ger Apeldoorn en Harm Edens | Erik probeert thuis een plank aan de muur vast te boren terwijl Cath zich bezig houdt met een fotograaf die een gebruiksaanwijzing heeft.               |
| 46     | 6          | Stem op Bob             | 6 januari 1997   | Met Jaap Maarleveld als meneer Huydecooper en Gerard Heystee als brullende bejaarde man                        | Ger Apeldoorn en Harm Edens | Cath wil de gemeenteraad in namens B.O.B. (Bond voor Ouderenbelangen) en Piet wordt haar tegenkandidaat.                                                |
| 47     | 7          | Het is toch familie     | 13 januari 1997  | Met Roemer Daalderop als Emiel                                                                                 | Alex van Galen              | Cath en Erik zoeken een voogd voor Arnoudje en Piet wil die graag worden, maar dat willen Cath en Erik niet.                                            |
| 48     | 8          | Hebbedingen             | 20 januari 1997  | Met Edward Koldewijn als monteur                                                                               | Ger Apeldoorn en Harm Edens | Erik heeft uit nostalgie een elektrisch autootje van een oude snackbar gekocht, maar Cath maakt die helaas stuk.                                        |
| 49     | 9          | Naar de kelder          | 27 januari 1997  | | Alex van Galen              | Cath en Piet worden per ongeluk samen in de kelder opgesloten en delen twee geheimpjes met elkaar.                                                      |
| 50     | 10         | Jeugdzonde              | 3 februari 1997  | Met Erik Arens als Felix. Laatste aflevering met Kees, eerste aflevering met Connie                            | Ger Apeldoorn en Harm Edens | Piet haalt Erik over om de zoon van barman Kees die een ex-gedetineerde is in dienst te nemen.                                                          |
| 51     | 11         | De fatsoenlijke vrouw   | 10 februari 1997 | Met Pim Lambeau als weduwe en Joop Wittermans als Benno                                                        | Ger Apeldoorn en Harm Edens | Piet, Bert en Fred proberen een rijke weduwe voor zich te winnen terwijl Cath zich opwindt over een klant die vindt dat Cath als vrouw erg aanwezig is. |
| 52     | 12         | Zeg maar dag            | 17 februari 1997 | Laatste aflevering met Cath's moeder en met Erik de Vries als reclameman                                       | Ger Apeldoorn en Harm Edens | Na het lezen van het dagboek van haar overleden tante Katrien, wil Cath zichzelf positief veranderen door haar moeder bij zich te laten inwonen.        |
| 53     | 13         | De langste adem         | 24 februari 1997 | Laatste aflevering met Bert en met Frans Vrolijk als Willem                                                    | Ger Apeldoorn en Harm Edens | Piet loopt van huis weg na een ruzietje met Cath en houdt zich verscholen in het café. Dan horen Cath en Erik dat er een gifwolk in de stad is.         |

### Seizoen 5
| Totaal | Aflevering | Titel                        | Uitzenddatum     | Bijzonderheden | Scenario                    | Toelichting |
| ------ | ---------- | ---------------------------- | ---------------- | --- | --------------------------- | --- |
| 54     | 1          | Fietsen voor de vrede        | 6 december 1997  | Eerste aflevering met Hella | Ger Apeldoorn en Harm Edens | Piet is verdrietig omdat Bert weg is en Erik worstelt met een midlifecrisis. |
| 55     | 2          | Klemmende zaken              | 13 december 1997 | Met Guus Dam en Paul van Soest als parkeerwachters en Wik Jongsma als boze man                                                                                    | Ger Apeldoorn en Harm Edens | Cath probeert een goede cadeau voor haar moeders verjaardag te kopen terwijl Erik zich ergert aan de nieuwe parkeermeters.                                                          |
| 56     | 3          | Blijf uit de buurt           | 20 december 1997 | | Ger Apeldoorn en Harm Edens | Cath en Erik willen een tweede kind verwekken en sturen daarom Piet naar Connie. |
| 57     | 4          | Verkoudheid kent geen tijd   | 27 december 1997 | Met Sander de Heer als Edward en Michiel Zeegers als Charles van der Geest                                                                                        | Ger Apeldoorn en Harm Edens | Piet en Cath zijn verkouden, Erik probeert in het gevlei te komen bij Edward, een grote reclamebons, en Fred probeert lootjes voor de tombola van zijn bejaardentehuis te verkopen. |
| 58     | 5          | Een kind om van te houden    | 3 januari 1998   | Met Tanneke Hartzuiker als kleuterjuf Ria en Hugo Haenen als Onno, de psychiater van Connie                                                                       | Ger Apeldoorn en Harm Edens | Erik probeert tevergeefs zijn videoband over het verhaal van The Beatles te kijken terwijl Cath zich zorgen maakt over het gedragsprobleem van Arnoudje.                            |
| 59     | 6          | Regen als drijfveer          | 10 januari 1998  | Met Pim Vosmaer als agent | Ger Apeldoorn en Harm Edens | Cath probeert een drugspand in de buurt op te laten rollen terwijl Erik ziekelijk jaloers wordt op een politieagent die een oogje op Cath heeft.                                    |
| 60     | 7          | Hoofdpijn en bijzaken        | 17 januari 1998  | Met Yvonne Valkenburg als dokter | Ger Apeldoorn en Harm Edens | Erik kampt met chronische hoofdpijn, maar weet niet wat de oorzaak is. |
| 61     | 8          | Rust niet voor de gruweldaad | 24 januari 1998  | Met Filip Bolluyt als Nick, Inge Ipenburg als Sas en Frans Vrolijk als vader.                                                                                     | Ger Apeldoorn en Harm Edens | Cath en Erik krijgen nieuwe buren waarvan de vader van de man ook bij hen in woont.                                                                                                 |
| 62     | 9          | Een buurvrouw is ook eenzaam | 31 januari 1998  | Met Jaap Maarleveld als meneer Feenstra | Ger Apeldoorn en Harm Edens | Cath en Erik gaan een familiedag houden met mevrouw De Vries en Fred klaagt over een vriend van hem in het bejaardentehuis die last heeft van incontinentie.                        |
| 63     | 10         | Zo vader zo niet             | 7 februari 1998  | Met Esther Leenders als Mary-Lou | Ger Apeldoorn en Harm Edens | Erik neemt een jonge vrouwelijke stagiaire aan die erg geïnteresseerd is in Fred. Zij denkt dat Fred mogelijk haar vader is.                                                        |
| 64     | 11         | Verdriet is ook poëzie       | 14 februari 1998 | Met Nora Kretz als Sofie en Hans van den Berg als uitvaartleider                                                                                                  | Ger Apeldoorn en Harm Edens | Cath probeert bij een poëzieclub te komen terwijl Piet verliefd wordt op een vriendin van Hella.                                                                                    |
| 65     | 12         | De verkeerde familie         | 28 februari 1998 | Met Dick van den Toorn als broer Jan, Marloes van den Heuvel als zus Els, Georgette Reyevski als oma, Joss Flühr als zus Monika en Joop Wittermans als zwager Ron | Ger Apeldoorn en Harm Edens | Erik verrast Cath door op haar verjaardag haar familie uit te nodigen, dit tot groot ongenoegen van Cath.                                                                           |

### Seizoen 6
| Totaal | Aflevering | Titel                            | Uitzenddatum  | Bijzonderheden                                                                          | Scenario                    | Toelichting |
| ------ | ---------- | -------------------------------- | ------------- | --------------------------------------------------------------------------------------- | --------------------------- | --- |
| 66     | 1          | Toen was geluk nog ver te zoeken | 2 maart 1999  | Met Carry Tefsen als Annie, de vrouw van Piet                                           | Ger Apeldoorn en Harm Edens | Cath en Piet maken ruzie wie er met Erik naar Las Vegas gaat en gaandeweg komt een terugblik aan de eerste keer dat Piet met zijn vrouw Annie Erik en Cath bezoeken.                                      |
| 67     | 2          | Een buurman mag niet huilen      | 9 maart 1999  | Met Erik de Vries als buurman Siebe                                                     | Ger Apeldoorn en Harm Edens | Cath en Erik krijgen een ontroostbare buurman Siebe wiens vrouw bij hem is weggegaan. Piet nodigt vervolgens de buurman uit om te blijven tot hij over zijn verdriet heen is, met alle gevolgen van dien. |
| 68     | 3          | Een dagje erger                  | 16 maart 1999 |                                                                                         | Ger Apeldoorn en Harm Edens | Hella heeft gehoord dat ze misschien blind wordt en Cath en Erik proberen ondertussen Arnoudje's verjaardag te organiseren.                                                                               |
| 69     | 4          | Verstand op nul                  | 30 maart 1999 |                                                                                         | Ger Apeldoorn en Harm Edens | Erik en Cath besluiten minder televisie te gaan kijken en op yoga te gaan terwijl Piet een televisie op zijn kamer wil hebben.                                                                            |
| 70     | 5          | Bloed, zweet en aandelen         | 6 april 1999  | Met Hans van der Gragt als Robbie                                                       | Ger Apeldoorn en Harm Edens | Cath en Erik besluiten te investeren in een sauna terwijl Piet en zijn vrienden proberen op aandringen van Connie samen iets leuks te gaan doen.                                                          |
| 71     | 6          | De wortel van het kwaad          | 13 april 1999 | Met Metta Gramberg als Sandra, Leontien Ceulemans als Willemien en Jaap Stobbe als Arie | Ger Apeldoorn en Harm Edens | Cath houdt met haar vriendinnen een "Derdewereldavond" terwijl Piet met zijn vrienden het verstoren. Gelukkig heeft Willemien een vitaminepreparaat die Piet meer energie geeft.                          |
| 72     | 7          | Nooit meer winkelen              | 20 april 1999 |                                                                                         | Ger Apeldoorn en Harm Edens | Piet gaat met Erik nieuwe kleren kopen. |
| 73     | 8          | Een zware meevaller              | 27 april 1999 |                                                                                         | Ger Apeldoorn en Harm Edens | Cath en Erik willen zonder Piet naar Aruba en dus doet Piet net alsof zijn been is gebroken nadat hij door Cath per ongeluk van het balkon geduwd werd.                                                   |
| 74     | 9          | We bellen nog wel                | 4 mei 1999    | Met Reinier Heidemann als BVD-agent                                                     | Ger Apeldoorn en Harm Edens | Cath en Erik nodigen de nieuwe bovenburen uit terwijl Piet en zijn vrienden grappen uithalen met een gevonden portable.                                                                                   |
| 75     | 10         | Bedankt lieve ouwe               | 11 mei 1999   |                                                                                         | Ger Apeldoorn en Harm Edens | Erik heeft de gouden ganzenveer gewonnen, maar Cath is boos omdat Erik haar niet publiekelijk heeft bedankt voor al haar steun.                                                                           |
| 76     | 11         | Rennen voor Connie               | 18 mei 1999   | Met Jan Nonhof als belastinginspecteur                                                  | Ger Apeldoorn en Harm Edens | Connie moet vijfduizend gulden schuld aan de belasting terug betalen en dus schrijft Piet zich in voor de Lenteloop om het geld binnen te werven.                                                         |
| 77     | 12         | Alleen voor honden               | 1 juni 1999   | Gastoptreden van Sugar Lee Hooper                                                       | Ger Apeldoorn en Harm Edens | Piet klaagt over de hondendrollen op straat terwijl Erik probeert een leuke reclamekreet te bedenken voor hondenbonbons.                                                                                  |
| 78     | 13         | Mag ik even afrekenen?           | 8 juni 1999   | Met Frederik de Groot als Mark                                                          | Ger Apeldoorn en Harm Edens | Piet probeert de rekening van de garage te krijgen voor Cath en Erik die vinden terwijl Cath probeert te voorkomen dat Erik haar ex-vriendje Mark in hun hotelkamer aantreft.                             |
| 79     | 14         | Het gras kan altijd groener      | 15 juni 1999  | Laatste aflevering met Hella en Ina van Faassen als Dorothee                            | Ger Apeldoorn en Harm Edens | Cath en Erik denken erover om naar Groningen te verhuizen terwijl Piet van zijn ex-vriendinnetje Dorothee een aanbod krijgt om bij haar in Valkenburg te wonen.                                           |

### Seizoen 7
| Totaal | Aflevering | Titel                            | Uitzenddatum     | Bijzonderheden | Scenario                    | Toelichting |
| ------ | ---------- | -------------------------------- | ---------------- | --- | --------------------------- | --- |
| 80     | 1          | Vol op de rem                    | 5 oktober 2000   | Met Jan de Groot als autoverkoper | Ger Apeldoorn en Harm Edens | Piet wil wraak nemen op Cath omdat zij zijn foto van Cassius Clay heeft opgezogen door hun dagje auto kopen te verpesten.                                                   |
| 81     | 2          | Blut en gewetenloos              | 12 oktober 2000  | Eerste aflevering met Huib Broos als André de taxichauffeur, Loes Vos als Odette, Marcel Maas als ober en Coen Pronk als klant van Erik | Ger Apeldoorn en Harm Edens | Piet gaat met Cath een uitdaging aan dat Piet zijn maandgeld na één week al doorjaagt.                                                                                      |
| 82     | 3          | Te ziek voor woorden             | 19 oktober 2000  | Johnny Kraaijkamp jr. is in deze aflevering niet te zien als Erik.                                                                      | Ger Apeldoorn en Harm Edens | Fred ligt in het ziekenhuis en Piet besluit om ook te blijven slapen. |
| 83     | 4          | Rijp voor de sloop               | 26 oktober 2000  | | Ger Apeldoorn en Harm Edens | Piet wil een transformatorhuisje bezetten om tegen het slopen ervan te protesteren.                                                                                         |
| 84     | 5          | ’t Is niks tussen hemel en aarde | 2 november 2000  | Johnny Kraaijkamp jr. is in deze aflevering niet te zien als Erik.                                                                      | Ger Apeldoorn en Harm Edens | Piet gaat met Fred naar Paradag en krijgt te horen dat hij binnenkort dood gaat, terwijl Cath samen met Connie een dagje gaat winkelen nadat haar vriendin heeft afgehaakt. |
| 85     | 6          | Lang gewacht...                  | 16 november 2000 | Deel 1 van drieluik, met Adèle Bloemendaal                                                                                              | Ger Apeldoorn en Harm Edens | Piet wordt verliefd op een vrouw Gabriëlla van Duin die in Spanje woont. |
| 86     | 7          | Stil gezwegen...                 | 23 november 2000 | Deel 2 van drieluik, met Adèle Bloemendaal en laatste aflevering met André de taxichauffeur                                             | Ger Apeldoorn en Harm Edens | Gabriëlla gaat met Piet vier dagen op hotel om te bewijzen dat Cath eigenlijk niet zonder hem kan.                                                                          |
| 87     | 8          | ...Nooit gedacht                 | 30 november 2000 | Deel 3 van drieluik, met Adèle Bloemendaal                                                                                              | Ger Apeldoorn en Harm Edens | Piet gaat met Gabriëlla een nieuw leven beginnen in Spanje en neemt afscheid van iedereen.                                                                                  |

### Special
| Aflevering | Titel                   | Uitzenddatum    | Bijzonderheden | Toelichting |
| ---------- | ----------------------- | --------------- | --- | --- |
| Special    | Bij 't Zonnetje In Huis | 1 februari 2001 | Uitgezonden na afloop van herhalingen van de eerdere seizoenen, en vooraf aan de start van seizoen 8. Dit seizoen was oorspronkelijk bedoeld als het laatste, maar wegens het aanhoudende succes besloot men kort hierop toch met de reeks door te gaan. | Reportage achter de schermen bij het schrijven en opnemen van een nieuwe reeks afleveringen van 'Het Zonnetje in Huis'. |

### Seizoen 8
| Totaal | Aflevering | Titel                                   | Uitzenddatum     | Bijzonderheden                                                                         | Scenario                    | Toelichting |
| ------ | ---------- | --------------------------------------- | ---------------- | -------------------------------------------------------------------------------------- | --------------------------- | --- |
| 88     | 1          | Voor niets komt de zon terug            | 13 december 2001 | Eerste aflevering met Walter                                                           | Ger Apeldoorn en Harm Edens | Piet komt terug en Cath besluit om bij haar moeder in te trekken tot Piet weer weg is.                                                                                       |
| 89     | 2          | Wie zonder zon is werpe de eerste steen | 20 december 2001 | Met Fred Butter als David, Carolien van den Berg als Mireille en Rop Verheijen als Bor | Ger Apeldoorn en Harm Edens | Cath maakt ruzie over een kamerplantje met een stel kennissen terwijl Piet in het café moppert over Cath.                                                                    |
| 90     | 3          | Het land van de reizende zon            | 27 december 2001 |                                                                                        | Ger Apeldoorn en Harm Edens | Erik en Piet halen het erfgoed van mevrouw De Vries uit Franeker op, maar ze worden beroofd.                                                                                 |
| 91     | 4          | Als de zon ten onder gaat...            | 3 januari 2002   | Met Reinout Bussemaker als broer Jan                                                   | Ger Apeldoorn en Harm Edens | Piet heeft ouderdomssuiker gekregen en Cath probeert de auto die haar broer van hun moeder heeft gekocht op te kopen om een wit voetje te halen bij haar moeder.             |
| 92     | 5          | De zon breekt door                      | 10 januari 2002  | Eerste aflevering met Ron Kaat als Sjon                                                | Ger Apeldoorn en Harm Edens | Connie wil een feestzaal kopen, dus Piet haalt Fred over om te investeren.                                                                                                   |
| 93     | 6          | Zon- en feestdagen                      | 17 januari 2002  |                                                                                        | Ger Apeldoorn en Harm Edens | Connie heeft ruzie met haar vrijer Sjon en wil een complete metamorfose ondergaan.                                                                                           |
| 94     | 7          | De zon op z’n laagste punt              | 24 januari 2002  |                                                                                        | Ger Apeldoorn en Harm Edens | Piet maakt met iedereen ruzie nadat hij zijn teen heeft bezeerd. |
| 95     | 8          | Waar de zon niet schijnt                | 31 januari 2002  | Met René van Asten als Castor van Eden                                                 | Ger Apeldoorn en Harm Edens | Erik heeft een nieuwe boekhouder die een ex-vriendje van Cath blijkt te zijn.                                                                                                |
| 96     | 9          | Bescherming voor de zon                 | 7 februari 2002  | Met Edo Brunner als Gerrit                                                             | Ger Apeldoorn en Harm Edens | Erik wil een buurtwacht oprichten om de buurt veilig te maken. Hij krijgt echter tegenwerking van iemand die het niet eens met zijn vreedzame manier van problemen oplossen. |
| 97     | 10         | De beste onder de zon                   | 14 februari 2002 |                                                                                        | Ger Apeldoorn en Harm Edens | Piet haalt Erik over om met hem tegen Fred en Walter een kaartmarathon te spelen terwijl Cath probeert het kantoor van Erik smaakvol in te richten.                          |
| 98     | 11         | Veel ouds onder de zon                  | 21 februari 2002 |                                                                                        | Ger Apeldoorn en Harm Edens | Walter gaat een veiling houden in het feestzaal van Connie en Piet probeert zodoende geld te verdienen door zijn oude stripboeken te laten veilen.                           |
| 99     | 12         | De zonnigste dag van je leven           | 28 februari 2002 | Met Rudi Falkenhagen als Robbie, de vader van Connie en laatste aflevering met Sjon    | Ger Apeldoorn en Harm Edens | Piet en zijn vrienden organiseren de bruiloft van Connie met Sjon. |
| 100    | 13         | Zonneklaar                              | 7 maart 2002     | Laatste aflevering met Connie                                                          | Ger Apeldoorn en Harm Edens | Connie gaat met Sjon een huwelijksreis maken waardoor het café een hele week dicht blijft en Piet zich thuis moet zien te vermaken.                                          |

### Seizoen 9
| Totaal | Aflevering | Titel                             | Uitzenddatum      | Bijzonderheden                                                                                  | Scenario                    | Toelichting |
| ------ | ---------- | --------------------------------- | ----------------- | ----------------------------------------------------------------------------------------------- | --------------------------- | --- |
| 101    | 1          | Opwaaiende badjassen              | 4 september 2003  | Eerste aflevering met Hannie en met Nico de Vries als broer Jan                                 | Ger Apeldoorn en Harm Edens | Na haar moeders begrafenis gaat Cath twijfelen aan haar gevoelsleven terwijl Piet nadenkt over de zin van het leven.                                    |
| 102    | 2          | Alleen thuis                      | 11 september 2003 |                                                                                                 | Ger Apeldoorn en Harm Edens | Cath en Erik gaan drie dagen weg terwijl Piet op het huis past.                                                                                         |
| 103    | 3          | Er is er een zielig               | 18 september 2003 |                                                                                                 | Ger Apeldoorn en Harm Edens | Fred wordt vijfenzeventig jaar, maar heeft geen zin om dat te vieren.                                                                                   |
| 104    | 4          | Vriendschap is een conclusie      | 25 september 2003 | Met Ruben Lürsen als Dennis, Annick Boer als Jacqueline en Hanneke Riemer als Carlijn van Speyk | Ger Apeldoorn en Harm Edens | Cath en Erik nodigen een paar vrienden uit terwijl Piet met zijn vrienden kibbelen over ziektes.                                                        |
| 105    | 5          | Doe maar niet alsof je thuis bent | 2 oktober 2003    | Met Willem Nijholt als Aldo de zwerver                                                          | Ger Apeldoorn en Harm Edens | Piet raakt bevriend met de dakloze Aldo de Waard die zich kunstenaar noemt.                                                                             |
| 106    | 6          | Het laatste rondje                | 9 oktober 2003    |                                                                                                 | Ger Apeldoorn en Harm Edens | Erik gaat naar een congres terwijl Piet zijn ogen laat testen.                                                                                          |
| 107    | 7          | Alles in de familie               | 16 oktober 2003   | Met Xander Straat als meneer Broncard                                                           | Ger Apeldoorn en Harm Edens | Cath en Erik doen mee aan een reality-tv om een klant een plezier te doen.                                                                              |
| 108    | 8          | Val es lekker dood                | 23 oktober 2003   |                                                                                                 | Ger Apeldoorn en Harm Edens | Erik mag van Hannie niet meer parkeren en bindt daarom de strijd met haar aan.                                                                          |
| 109    | 9          | Ouderdom komt met pillen          | 30 oktober 2003   |                                                                                                 | Ger Apeldoorn en Harm Edens | Cath en Erik gaan naar een kunstenaarstentoonstelling terwijl Piet ruzie krijgt met Fred.                                                               |
| 110    | 10         | De zon in ons bestaan             | 6 november 2003   | Laatste aflevering                                                                              | Ger Apeldoorn en Harm Edens | Piet woont precies tien jaar bij Cath en Erik, en Cath wil dat vieren terwijl Piet met zijn vrienden op een baby past die in het café is achtergelaten. |

## Trivia
- John Kraaijkamp sr. en Martine Bijl zijn als enige in alle 110 afleveringen van de serie te zien. Johnny Kraaijkamp jr. ontbreekt in aflevering 82 en 84, beide afkomstig uit Seizoen 7. Pieter Lutz is tevens ook in alle 9 seizoenen te zien, maar niet in alle afleveringen.
- De aflevering Snoepreisjes, uitgezonden op 9 september 1995, is een speciaal voor een WNF-actieweekend gemaakte aflevering. Deze is nooit herhaald of uitgebracht op dvd. De aflevering werd op 26 mei 2024 eenmalig vertoond in het Nederlands Instituut voor Beeld en Geluid.[2]
- In de eerste vier seizoenen heette de vrouw van Piet Agneta. Nadat ze verscheen in seizoen 5 in de aflevering `Toen was geluk nog ver te zoeken` werd zij voortaan aangeduid als Annie.
- In de eerste seizoenen wordt duidelijk dat Fred een dochter heeft. Later wordt gezegd dat hij geen kinderen heeft.
- De meisjesnaam van Catharina is oorspronkelijk Dijkman. In seizoen 6 wordt beweerd dat haar meisjesnaam Van Ravenstein is.
- De moeder van Cath is in de eerste vier seizoenen te zien. Later wordt er alleen over haar gesproken. In het laatste seizoen is ze overleden.
- De rollen van Bert, mevrouw De Vries en de moeder van Cath werden in het eerste seizoen door een andere acteur gespeeld dan in latere seizoenen.